# النزهة (فلم رسوم متحركة)
النزهة (The Picnic) هو فيلم رسوم متحركة أمريكي قصير صدر عام 1930 من إخراج بيرت غيليت وإنتاج والت ديزني .  تم إصداره لأول مرة في 9 أكتوبر 1930، كجزء من سلسلة أفلام ميكي ماوس.  كان هذا هو الفيلم القصير الثالث والعشرون لميكي ماوس الذي يتم إنتاجه، والثامن لعام 1930. 
اشتهر الكارتون بكونه أول ظهور لكلب أليف يُدعى "روفر"، وهو نسخة مبكرة من شخصية أُعيدت تسميتها إلى بلوتو بعد ستة أشهر، في الكارتون الذي صدر في أبريل 1931 بعنوان "صيد الموظ" .

## حبكة
يذهب ميكي لمنزل ميني ليأخذها للتنزه. تسأل ميني إذا كان بإمكانها إحضار "روفر الصغير" الخاص بها، على الرغم من أن روفر هو كلب صيد ضخم بحجم ميكي. يربط ميكي وميني روفر في الجزء الخلفي من السيارة ويتجهان إلى مكان النزهة، ولكن على طول الطريق، يرى روفر زوجًا من الأرانب ويطاردهما، ويسحب السيارة خلفه. يطارد روفر أرنبًا واحدًا عبر سلسلة من جحور الأرانب، لكن الأرنب يسحب الحفرة الأخيرة بعيدًا، ويضرب الكلب رأسه بالأرض، مما يذهل روفر.
يستعد ميكي وميني للنزهة، ويقوم ميكي بتشغيل الجرامافون المحمول. يرقصان على أنغام أغنية. ولكن الطيور والسناجب نشطة أيضًا، حيث تسرق طعام النزهة بينما يرقص ميكي وميني. يتبع روفر أنفه حتى يجد ميكي، في الوقت الذي تنفجر فيه سحابة عاصفة وتبدأ الأمطار في الهطول. يقوم ميكي بجمع الطعام والجرامافون - وكلاهما ممتلئ بالحيوانات والحشرات - ويقفز الأصدقاء الثلاثة إلى السيارة. ذيل روفر يعمل كممسحة للزجاج الأمامي بينما يقود ميكي وميني السيارة إلى المنزل في المطر.

## إنتاج
الكلب، الذي يُدعى "روفر" في هذا الكارتون، هو خطوة مهمة نحو إنشاء بلوتو كشخصية رئيسية في السلسلة.  كان الرسام المتحرك نورم فيرجسون أول من رسم زوجًا من كلاب الصيد في الفيلم القصير عصابة السلسلة الذي ظهر فيه ميكي ماوس في أغسطس 1930، ومن الواضح أن روفر هو استمرار لهذه الفكرة، حتى أنه يتضمن مقطعًا فكاهيًا معاد تدويره من تلك الصورة حيث يشم أحد الكلاب الكاميرا. سيتم إعادة استخدام نفس الخدعة في فيلم صيد الموظ لعام 1931 وفيلم المؤشر لعام 1939. 
عاد الكلب باسم بلوتو بعد ستة أشهر في فيلم صيد الموظ ، وأصبح مشهورًا جدًا لدرجة أنه حصل على سلسلة خاصة به في عام 1937، بدءًا من Pluto's Quintuplets . 

## ممثلون صوتيون
- ميكي ماوس: والت ديزني
- ميني ماوس: مارسيليت جارنر
- روفر: لي ميلار [6]

## استقبال
أصحيفة Motion Picture News(29 نوفمبر 1930): "مسلٍ!. ميكي ماوس يفسد نفسه بشكل رائع في نزهة. ما تفعله الطيور والنمل وما إلى ذلك بالطعام أمر سيئ للغاية بالنسبة لميكي، لكنه رائع للغاية فيما يتعلق بالجمهور وميله إلى الضحك. تم إنتاجه بأسلوبه المعتاد الذي لا يُضاهى بواسطة والت ديزني." 